# Simulium chiharuae
Simulium chiharuae är en tvåvingeart som beskrevs av Takaoka, Otsuka och Hiroki Fukuda 2007. Simulium chiharuae ingår i släktet Simulium och familjen knott. Inga underarter finns listade i Catalogue of Life.